# Xiao Chen Tao
Xiao Chen Tao (morte au XIIe siècle av. J.-C.) est une princesse chinoise, fille du roi Wu Ding.
Son père le roi lui a donné son fief personnel. Elle a également été nommée au poste de ministre par son père. Bien que ses actes politiques ne soient pas très connus, sa position illustre la position élevée des femmes Shang en Chine.